# Burmeistera pteridioides
Burmeistera pteridioides är en klockväxtart som beskrevs av Mcvaugh. Burmeistera pteridioides ingår i släktet Burmeistera och familjen klockväxter.
Artens utbredningsområde är Colombia. Inga underarter finns listade i Catalogue of Life.